# Gustav Steiner
Gustav Steiner (* 2. Oktober 1878 in Basel; † 29. Mai 1967 ebenda, heimatberechtigt in Basel) war ein Schweizer Pädagoge und Historiker.

## Leben
Gustav Steiner, Sohn des Buchbinders Karl Eduard Steiner und der Maria geborene Winkler, widmete sich nach der Matura einem Studium der Germanistik und Geschichte an der Universität Basel. Er trat 1897 der Zofingia bei. Nach abgeschlossenem Mittellehrerexamen war er zunächst von 1902 bis 1903 Lehrer an der Knabensekundarschule Basel. Danach setzte er seine Studien in Paris und Basel fort, bis er 1905 zum Dr. phil. promoviert wurde. Ab 1909 war er als Deutsch- und Geschichtslehrer an der Oberen Realschule und von 1931 bis 1941 am Mathematisch-naturwissenschaftlichen Gymnasium Basel tätig, an dessen Aufbau er massgeblich beteiligt war.
Daneben engagierte sich Steiner wissenschaftlich als Historiker und Literaturwissenschaftler. In den 1920er- und 1930er-Jahren edierte er die Korrespondenz von Peter Ochs und versah die drei Bände mit umfangreichen Einleitungen, die den bis dahin umfassendsten Überblick über Ochs’ Leben und Wirken boten. Zudem präsidierte er die Neujahrsblattkommission Basel, war von 1936 bis 1964 Redaktor des Basler Jahrbuchs sowie von 1932 bis 1965 Zunftmeister zum Goldenen Stern. Steiner verfasste Werke über die Französische Revolution, Helvetik, Mediation, Befreiung der Landschaft Basel 1798, Basler Zunft- und Stadtgeschichte sowie über Gottfried Keller. Sein Nachlass befindet sich im Staatsarchiv Basel-Stadt.
Gustav Steiner war mit Auguste, Tochter des Musiklehrers Hermann August Trost, verheiratet. Mit ihr hatte er zwei Kinder, den Sohn Peter Steiner-Mangold (1907–1980), welcher Arzt war und in den Jahren 1965 bis 1972 dem Gesundheitsamt vorstand, und die Tochter Doris Bonifazi-Steiner (1911–2003), welche Krankenschwester am Lindenhofspital war und 1937 ihre Tochter Regula zur Welt brachte.

## Schriften (Auswahl)

### Monographien
- Gottfried Keller : Sechs Vorträge, Helbing & Lichtenhahn, Basel, 1918
- Der Bruch der schweizerischen Neutralität im Jahre 1813, Helbing & Lichtenhahn, Basel, 1924
- Die Befreiung der Landschaft Basel in der Revolution von 1798, Helbing & Lichtenhahn, Basel, 1932
- Deputation der Basler Universität an den fürstbischöflichen Kanzler, Helbing & Lichtenhahn, Basel, 1942
- Rektor Dr. Robert Flatt (1863–1955), Helbing & Lichtenhahn, Basel, 1956
- Zunft zum goldenen Stern als Zunft der Wundärzte und Scherer in Basel : Was ein Zunftbruder vom Basler Zunftwesen und von der Zunft zum goldenen Stern wissen soll,  Helbing & Lichtenhahn, Basel, 1956

### Edition
- Korrespondenz des Peter Ochs (1752–1821), 3 Bde., Basel 1927–1937.

### Sonstiges
- Aus den Lebenserinnerungen Dr. Gustav Steiners. In: Basler Schulblatt. 8, 1967, S. 229–241.
- Aerzte und Wundaerzte, Chirurgenzunft und medizinische Fakultät in Basel. In: Basler Jahrbuch 1954, S. 179–209.
- Fritz Grieder: Bibliographie Gustav Steiner. In: Basler Zeitschrift für Geschichte und Altertumskunde. Band 68, 1968, S. 223–235.